# Ralph T. O'Neal
Pour les articles homonymes, voir O'Neal.
Ralph Telford O'Neal, né le 15 décembre 1933 à Virgin Gorda et mort le 11 novembre 2019 à Tortola, est un homme politique britannique, chef du gouvernement des îles Vierges britanniques à deux reprises de 1995 à 2003, puis de 2007 à 2011.

## Biographie
Ralph T. O’Neal est né le 15 décembre 1933 à Virgin Gorda. Ses parents Otto et Esther O’Neal sont membres de la petite bourgeoisie métisse éduquée. Il a étudié à Virgin Gorda, fait ses études secondaires à Saint-Kitts-et-Nevis puis à l’université d’Oxford où il étudie l’administration publique. À dix-huit ans, il entre dans l'administration scolaire des Îles Vierges où il mène une brillante carrière jusqu'à devenir le principal responsable de l'administration du système scolaire.
Il entre en politique en 1971 en se présentant sous l'étiquette du Parti démocratique des Îles Vierges pour le 7e district, il est alors battu. Il fut ensuite élu en 1975 comme indépendant et continuellement réélu jusqu'en 2011. Pour les élections de 1983, il concourt sous étiquette du Parti des îles Vierges, puis rejoint ensuite le Parti Uni, alors au pouvoir, pour les élections de 1986. Après la défaite du Parti Uni, il devient le Leader de l'Opposition face à Hamilton Lavity Stoutt, mais en 1988, il change de parti et entre au gouvernement.  
À la mort d'Hamilton Lavity Stoutt en 1995, il est choisi par le Parti des îles Vierges comme Leader et devient Ministre en chef. Durant son gouvernement, il continue la politique de développement dans les secteurs financiers et touristiques. Il remporte les élections de 1999, alors même que l'opposition vient de se réorganiser sous la direction d'Orlando Smith. 
Ralph T. O’Neal perd les élections de 2003 face au Parti démocratique national et redevient Leader of the Opposition. Il remporte les élections suivantes en 2007 et devient alors le premier Premier of the Virgin Islands à l'occasion de l'application du changement constitutionnel de 2007. Il continue sa politique de développement des Îles Vierges en s'appuyant sur le secteur du tourisme et des services financiers. Il perd les élections de 2011 et est remplacé par Orlando Smith à la tête du gouvernement. Reélu pour la dixième fois au Parlement il redevient Leader of the Opposition, mais en 2015, il annonce son retrait de la vie politique.
Il est Officier de l'ordre de l'Empire britannique et le parlementaire des îles anglophones de la Caraïbe ayant eu le plus long mandat.